# Il prigioniero del re (film 1954)
Il prigioniero del re è un film del 1954 diretto da Giorgio Rivalta.